# Georges Claes (Kerkom)
Georges Claes (Kerkom, 21 september 1947) is een voormalig Belgisch wielrenner. Claes was prof van 1968 tot 1974. Hij is de zoon van Georges Claes (Boutersem).
Hij behaalde een zestal overwinningen, meestal in lokale koersen. 
In 1969 werd hij 9de in de fameuze Ronde van Vlaanderen, waarin Eddy Merckx de hele concurrentie overklaste. 